# Jan II van Beieren-Schagen

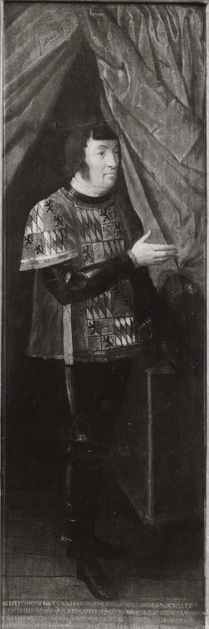

Wapen van Beieren-Schagen

Jan II van Beieren-Schagen heer van Burghorn 1518-1542 en heer van Schagen 1535-1542 en schout en burgemeester van Haarlem (1485 - 23 augustus 1542) was een zoon van Jan I van Beieren-Schagen en Aven Jansdr van Berkenrode.
Jan trouwde in 1512 met Catharina van Schengen (1490-1544) en bewoonde met haar het Slot Schagen. Zij was de dochter van Lodewijk van Schengen en Johanna van Reimerswaal-Lodick. Uit het huwelijk van Jan en Catharina is geboren:
- Willem II van Beieren-Schagen trouwde met Elisabeth van Bronckhorst. Zij was de dochter van Joost van Bronckhorst-Bleiswijk en Ida Ruychrocks van der Werve.
- Christoffel van Beieren-Schagen (ca. 1520-1573). Hij trouwde met Hadewich van Spaarnwoude
  - Ysbrand van Beieren-Schagen (ca. 1544-1602). Hij trouwde met Adriana van Wassenaar Obdam (ca. 1552-1591)
    - Christoffel van Beieren Schagen (1587-1628). Hij trouwde met Anna van Borselen Spreeuwenstein (ca. 1590-1629)
      - Johanna van Beieren Schagen (ca. 1615-1654). Zij trouwde in 1635 met Adam Arend van Wassenaar Obdam (1606-1677)

  - Floris van Schagen (1554-1635)
- Gerrit van Beieren-Schagen (ca. 1522 - 1572)
- Joost van Beieren-Schagen, geboren ca. 1524
- Johanna van Beieren-Schagen (ca. 1526 – 1542)
- Aven (Aef / Eva) van Beieren-Schagen, geboren ca. 1528. Zij trouwde met Joris van Treslong (ca. 1510 - 24 februari 1561), de zoon van Adriaan Lodewijk van Blois van Treslong (geboren ca. 1460) en Anna van Assendelft (geboren ca. 1485). Joris was een achterneef van Willem Bloys van Treslong heer van Oudenhoven, Greijsoort en Peteghem de aanvoerder van de watergeuzen die op 1 april 1572 Den Briel innamen, baljuw en dijkgraaf van Voorne en admiraal van Zeeland.
- Albrecht van Beieren-Schagen (1531–1601). Hij trouwde met Magdalena van Schoten.
- Jan van Beieren-Schagen (ca. 1533 - voor 1560)

Op 18 juni 1560 komt Joost van Bronckhorst ridder en heer van Bleyswijck in Haarlem om uit naam van zijn dochter Elisabeth van Bronckhorst, weduwe van Willem heer van Scagen, als moeder en voogdes van Johan heer van Scagen en van haar andere kinderen enerzijds en Christoffel, Geryt, Aelbrecht en Joost van Scagen en Jorys van Treslong als man en voogd van zijn vrouw Aef van Scagen anderzijds, komen tezamen overeen om de goederen en renen, nagelaten door hun vader Johan van Scagen, te verdelen, doch om die van hun moeder Kathryne van Schengen, van hun zuster Janne van de Werve en die, afkomstig van hun tante Janne van Scagen, echtgenoot van Philips Ruyckrock, van Willem Oom van Wyngaerden, van Belie bastaard van Scagen en nog enige andere goederen onverdeeld te laten.